# Thecotheus holmskjoldii

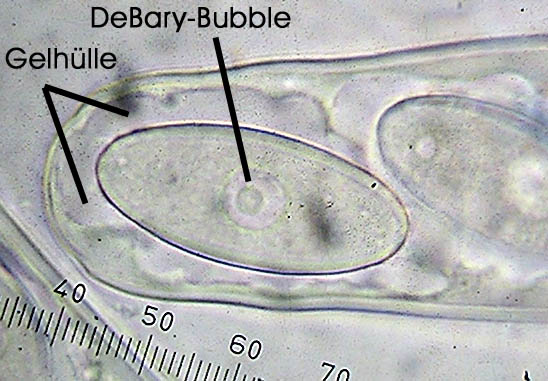

Thecotheus holmskjoldii (E.C. Hansen) Chenant. – gatunek grzybów należący do rodziny zasłonakowatych (Cortinariaceae).

## Systematyka i nazewnictwo
Pozycja w klasyfikacji według Index Fungorum: Thecotheus, Ascobolaceae, Pezizales, Pezizomycetidae, Pezizomycetes, Pezizomycotina, Ascomycota, Fungi.
Po raz pierwszy opisał go w 1805 r. Emil Christian Hansen, nadając mu nazwę Ascophanus holmskioldii. W 1918 r. Jules E. Chenatais w 1918 r. przeniósł go do rodzaju Thecotheus. Według Index Fungorum jest to takson niepewny.

## Morfologia
Owocniki o średnicy 0,5–1 mm, występujące pojedynczo, w rozproszeniu, siedzące, w kształcie łuski lub prawie cylindryczne, lekko szare. Tarczka owocnika wypukła z brodawką, boki nierówne, często przypominające trochę otręby. Grzybnia nitkowata, rozgałęziona, z przegrodami, prawie bezbarwna. Worki, maczugowate ze zwężającą się, zaokrągloną górną częścią i okrągłym wieczkiem, 8-zarodnikowe. Askospory wydłużone, owalne, o nierównej powierzchni, 30–36 × 15–16 µm. Na każdym końcu mała okrągła brodawka, z której wyłania się wiązka cienkich, zwężających się strzępek. Askospora wraz z dwoma brodawkami otoczona jest bezbarwną, galaretowatą osłonką. Gdy zarodniki opuszczają worki, wyłaniające się z brodawki strzępki szybko zanikają, następnie osłonka pęcznieje do znacznej objętości. Parafizy cienkie, nitkowate, z przegrodami, na końcu czasami lekko nabrzmiałe, bezbarwne, takiej samej długości jak worki, pojedyncze lub rozgałęzione.

## Występowanie i siedlisko
Znany jest na nielicznych stanowiskach w Europie i Ameryce Północnej. W Polsce M. A. Chmiel w 2006 r. przytoczyła 5 stanowisk.
Grzyb koprofilny występujący na odchodach zwierząt roślinożernych.